# Некропола са стећцима Делијаш
Некропола са стећцима Делијаш историјско је подручје кога чини некропола са 243 стећка, у општини Трново, проглашано за националним спомеником Републике Српске и Босне и Херцеговине. Према бројности споменика, убраја се у десет највећих некропола у Босни и Херцеговини.
Стећци из околине Трнова оквирно су датирани у 14. и 15. век а мањи број вероватно у прве године 16. века.

## Положај
Национални споменик Некропола са 243 стећка,  налази се у селу Делијаш (Црна Ријека)  у општини Трново  на  југозападним падинама Јахорине, на узвишењу које је путем према Забојској подељено на два дела. Село је одвајкада насељено углавном муслиманским становништвом. Северно од Делијаша налази се старо српско село Забојска, дом Голијанина, Рајића, Томића, Ждрала. Између ова два села налази се српско гробље и велика некропола стећака.
Локација је означеној као к.ч. број 383 уписана у з.к. уложак број 219, к.ч. број 384 уписана у з.к. уложак број 573 и к.ч. број 1369 уписана у з.к. уложак број 244 к.о. Делијаш, Општина Трново, Федерација Босне и Херцеговине, Босна и Херцеговина.
Изнад некрополе налази се брдо које народ назива Градина. На Градини се могу пронаћи камене групе које подсећају на громиле. Вјероватно припадају групи громила Аутаријата и Гласиначкој култури. Без озбиљнијих научних истраживања о томе тешко говорити.

## Заштита
На овом националном споменику примењене су све мере заштите утврђене Законом о спровођењу одлука Комисије за заштиту националних споменика успостављене сходно Анексу 8 Општег оквирног споразума за мир у Босни и Херцеговини (“Службене новине Федерације БиХ” бр. 2/02, 27/02 и 6/04).
Истраживачки и конзерваторско-рестаураторски радови спроведени су од 1958. до 1961. године када је Ш. Бешлагић извршио је систематско евидентирање стећака некропола у околини Трнова.
Дана 15. јула 2016. стећци су уписани на УНЕСКО-ву листу светске културне баштине, као заједничко благо Босне и Херцеговине, Хрватске, Србије и Црне Горе.

## Историја
Стара српска племена су се на шире подручја Трнова доселила навјероватније из Херцеговине, а село Забојска је због свог повољног положаја вероватно било насељено и Илирима који су се полако повлачили према Романији. На излазу из села, управо тамо где је од давнина била некропола њихових претходника, подигнута је некропола стећака.
Један километар северно, поред села Забојска налази се стена одакле је узиман материјал за  клесање стећака. Тамо се још увек налази један стећак који није померен и који је остао да чека пренос до некрополе.
Ово подручје се налазило на самој граници властелинске земље српских средњовјековних породица Павловића и Косача. Обронци Јахорине са југозападне стране села су били богати пашњацима. Живот сељака на овом подручју зависиои је од сточарства, мада се сејала пшеница, а на бројним потоцима који извиру на јужној страни Јахорине биле су изграђене воденице.
Освајањем ових простора од стране Османлија српско становништво се повукло ка западу. Становништво које је остало на овим просторима је било изложено страшним наметима. У селу Делијаш је вероватно живео ага, коме су сељаци давали намет у виду дела  приноса. Када је у време Османлија  десила страшне куге, становништво у Босанском пашалуку је десетковано.
Након великих сеоба становништва ови простори су поново насељени Србима из Црне Горе и Херцеговине. Са ови становницима стигли су преци породица Голијанина, Рајића, Томића, Ждрала. На месту где су били гробови њихових предака, сахрањени су чланови њихових породица.
Гробље је оскнављено у рату и након потписивања Дејтонског споразума, а село Забојска је запаљено. Некада је из овог села школу у Делијашу похађало тридесетак ученика, данас у селу не живи нико. Село је запуштено и зарасло у растиње.

## Опис споменика
Некропола у Делијашу лежи на узвишењу које је путем према Забојској подељено на два дела: источни и западни.
Некрополу чини 243 стећка, од тога је 28 слемењака, а 215 сандука и плоча. Велики број отећака је утонуо у земљу, док је један део на ободима померен деловањем природе, али је и људском небригом која је одиграла велику улогу.
Стећци су оријентисани према правцу запад–исток са малим нагибом и сврстани су у низове. Део стећака који се налази непосредно изнад пута који је склизнуо због оштрог нагиба терена и не налази се на првобитној локацији. Већина стећака је просечних димензија, али има неколико примерака великих, као и врло малих димензија.
Шест примерака је украшено, и то 3 сандука и три слемењака. Сви украшени стећци се налазе западно од прилазног пута.
- Стећак бр. 1 је сљемењак са постољем, украшен на двема бочним странама. На северној страни је пластично приказана фигура мушкарца који у једној руци држи напет лук са стрелом, а другу руку је подбочио. На јужној бочној страни је сцена мушког кола. Пет мушкараца носе венце на главама који се јасно разазнају на три места.
- Стећак бр. 2 је сандук који на горњој површини има изведен пластични полумесец.
- Стећак бр. 3 је сандук који на горњој површини има пластичан правоугаоник.
- Стећак бр. 4 је високи сандук са постољем. На источној и западној страни стећка је по једна пластична јабука. На јужној страни је необичан мотив који се састоји од два пластична круга повезана дебелом траком. На горњој површини је један велики пластични круг.
- Стећак бр. 5 је велики сљемењак са постољем. На источној страни је сцена лова у којој је ловац на коњу, а испред њега јелен. На западној страни су једва препознатљиви мотиви лука и стреле. Стећак је доста оштећен и нагнут.
- Стећак бр. 6 је мањи сљемењак који на горњој равни има пластичан полумесец.

У северозападном делу некрополе уз стећке су смештени православни гробови из саваременог доба.